# Francisco Mateo Vilches
Francisco Mateo Vilches, també conegut com a Paco Mateo, (Algesires, 15 de maig de 1917 - Estrasburg, 21 de juliol de 1979) fou un futbolista espanyol de la dècada de 1940.

## Trajectòria
Començà jugant com a davanter, passant més tard al mig del camp i a la defensa. De jove fou jugador de l'Algeciras CF i l'Atlético Tetuán marroquí. Durant la Guerra jugà al València CF i al FC Barcelona, disputant la lliga catalana de l'any 1938. Finalitzada de la Guerra Civil s'exilià a França, passant un temps a un camp de concentració a Gurs (Aquitània). Després fitxà pel Girondins de Bordeus, iniciant una llarga trajectòria de més de 10 anys al futbol francès. Amb el Girondins guanyà el campionat francès de la temporada 1939-40. L'any 1945 fitxà pel RC Strasbourg, club amb el qual arribà a la final de copa l'any 1947. També jugà al Racing de París.
Fou entrenador a diversos clubs locals, arribant a dirigir el propi Racing d'Estrasburg. Va morir el 21 de juliol de 1979 a Estrasburg per un accident de transit. Un germà seu, Andrés Mateo Vilches, també fou futbolista, destacant al Sevilla.